# Gerardo Hemmer
Gerardo Hemmer (Cidade do México, 21 de maio de 1970 - 4 de setembro de 1995) foi um ator mexicano. 

## Biografia
Estreou na televisão em 1992, na telenovela La sonrisa del diablo. Posteriormente participou das novelas Corazón salvaje e Prisionera de amor.
Faleceu em 4 de setembro de 1995, durante as gravações da novela La Paloma, na qual era o protagonista. O ator foi encontrado morto em seu apartamento na Cidade do México. A causa da morte foi asfixia, devido a um escapamento de gás. 

## Telenovelas
- La Paloma (1995) - Rafael.
- Prisionera de amor (1994) - Alex Monasterios.
- Corazón salvaje (1993) - Joaquín Martínez.
- La sonrisa del diablo (1992) - Genaro Galicia.